# Matilde Orbegozo
Matilde Orbegozo (Bilbao 1837- 1891) fue una poetisa bilbaína.

## Biografía
Nació en plena Guerra Civil en la calle Viuda de Epalza de Bilbao. Fue una mujer culta que comenzó a escribir poesía desde muy joven. Publicó sus poemas en diversos periódicos de la época. Llegó a adquirir una notable fama en su época. Sus poemas tenían un carácter marcadamente religioso. 
Juan Carlos Plaza Zumelzu  escribió en 1912 sobre ella “Memoria” y Pérez Galdós también menciona a ella y a su hermana en “Luchana”. 
Perteneciente a la burguesía bilbaína, estaba emparentada con Miguel Unamuno. Matilde fue bisabuela del célebre escritor Rafael Sánchez-Ferlosio (El Jarama) y abuela de Rafael Sánchez Mazas (La nueva vida de Pedrito de Andía).
Su casamiento cortó los vuelos de su clarísimo ingenio, desde cuya época olvidando poco a poco a las musas, dejaron de admirar sus producciones poetas como Bretón, Hartzenbuch y Trueba, que algunas veces se ocuparon de ellas. Fue madre del  literario y escritor político bilbaíno Joaquín de Mazas